# Mastigoptila ruizi
Mastigoptila ruizi är en nattsländeart som först beskrevs av Luisa Eugenia Navas 1933.  Mastigoptila ruizi ingår i släktet Mastigoptila och familjen stenhusnattsländor. Inga underarter finns listade i Catalogue of Life.